# Micrurus paraensis
Espèce
Synonymes
- Micrurus psiches paraensis Cunha & Nascimento, 1973
- Micrurus psyches donosoi Hoge, Cordeiro & Romano, 1976

Statut de conservation UICN

 LC  : Préoccupation mineure
Micrurus paraensis est une espèce de serpents de la famille des Elapidae. 

## Répartition
Cette espèce se rencontre :
- au Brésil, au Pará et au Mato Grosso ;
- au Suriname.

## Description
Micrurus paraensis est un serpent venimeux qui peut atteindre 70 cm.

## Étymologie
Son nom d'espèce, composé de para et du suffixe latin -ensis, « qui vit dans, qui habite », lui a été donné en référence au lieu de sa découverte, l'État du Pará au Brésil.

## Publication originale
- da Cunha & Nascimento, 1973 : Ofidios da Amazonia. 4. AS cobras corais (genero Micrurus) da regiao leste do Pará (Ophidia: Elapidae) Nota preliminar. Publicações avulsas, Museu Paraense Emílio Goeldi, Belém, vol. 20, p. 273-286.